# لینکس ایر
لینکس ایر (به انگلیسی: Links Air) یک شرکت هواپیمایی با کد یاتا W2 است که در تاریخ ۹ اوت ۱۹۸۳ میلادی تأسیس شده‌است. دفتر مرکزی لینکس ایر در فرودگاه دونکاستر شفیلد رابین‌هود، بریتانیا واقع شده‌است و به ۲ مقصد، پرواز انجام می‌دهد.